# Отдельные донские казачьи сотни
Отдельные донские казачьи сотни — это строевые части, не входящие в полковые соединения Донских казаков .

## Отдельные донские казачьи сотни
23 марта 1892 года Военный совет Российской империи начал рассмотрение вопроса, а 26 марта вынес постановление: «Об увеличении числа строевых частей, выставляемых Донским войском … и о новой нумерации Донских второочередных сотен». Первым пунктом постановления определили, что «число выставляемых Донским казачьим войском в мирное время строевых частей увеличить на три отдельные первоочередные сотни, в следующем порядке:
1. Сотням присвоить № 1-й, 2-й и 3-й.
2. Формируемые сотни составлять из не бывших на действительной службе казаков 4-х младших возрастов строевого разряда (присяги 1886-89 гг.), каждого возраста поровну, из всех станиц следующих округов: в № 1-ю сотню — из 1-го Донского, в № 2-ю сотню — из 2-го Донского и в № 3 — из Донецкого.
3. Сборными пунктами для первоначального формирования сотен, а равно пунктами для сбора и роспуска сменных команд назначить станицы: для 1-й сотни — Константиновскую, для 2-й — Качалинскую и для 3-й — Каменскую.
4. В этих пунктах казаки должны быть собраны на 7 дней для формирования из них сотен с таким расчетом во времени, чтобы они прибыли 1 октября на месте своего расквартирования: № 1 сотня — в г. Новочеркасске, 32 — в г. Ростов-на-Дону и № 3 — в м. Юзово, а если в № 3 сотне не будет там надобности, то в г. Новочеркасске»[2].

В комментариях к постановлению сказано: «Сформированные вновь № 1, 2 и 3 отдельные первоочередные конные сотни отправлены со сборных пунктов: 1-я 29 сентября 1892 г. из ст. Константиновской в г. Новочеркасск, 2-ю 18 сентября 1892 г. из ст. Нижне-Чирской в г. Ростов-на-Дону и 3-я 23 сентября 1892 г. из ст. Каменской в мест. Юзово Екатеринославской губернии». 16 марта 1893 года по Военному ведомству вышел приказ: «О шифровке на обмундировании … нижних чинов Донских отдельных казачьих сотен», где было сказано: «Нижним чинам Донских отдельных казачьих сотен иметь на погонах шифровку по № сотни, с литерою С.(сотня), по прилагаемому рисунку. Штаб и обер-офицерам Донских казачьих отдельных сотен шифровка на эполетах и погонах не полагается».
1 декабря 1894 года Государем-императором было утверждено положение Военного Совета:
1. Число выставляемых Донским казачьим войском в мирное время строевых частей увеличить с 1 января 1895 года на одну отдельную первоочередную сотню, сформировав её по штату, с денежными отпусками и видами довольствия.
2. Новой сотне присвоить номер 4 и составить из казаков 4-х младших возрастов строевого разряда (присяги 1892—1889 гг.) каждого возраста поровну из станиц Хопёрского округа.
3. Сборным пунктом для первоначального формирования сотни, а равно пунктами для сбора и роспуска сменных команд назначить окружную станицу Урюпинскую, а местом квартирования гор. Новочеркасск"[3].

В комментариях к распоряжению сказано: «31 января 1895 года высочайше повелено 4-ю Донскую казачью отдельную сотню сформировать с 1 марта 1895 г., причем местом её квартирования назначить сл. Макеевку Таганрогского округа».
Через год Военный совет постановил: «Число выставляемых Донским казачьим войском в мирное время строевых частей увеличить с 1897 года на одну отдельную первоочередную сотню, сформировав её по штату … новой сотне присвоить № 5 и составить из казаков 4-х младших возрастов строевого разряда (переписи 1891—1895 гг.) каждого возраста поровну из станиц Усть-Медведицкого округа, а местом расквартирования — г. Александровск-Грушевский». Отдельным приказом Главный штаб казачьих войск принял дату сформирования сотни — 25 февраля 1897 года.
И в этом же году было принято постановление «О сформировании 6-й Донской казачьей отдельной сотни». В нём, в частности, отметили: «Новой сотне присвоить № 6 и составить из казаков 4 младших возрастов строевого разряда (переписи 1892—1895 гг.) из станиц 1-го Донского округа. Сборным пунктом для первоначального формирования сотни … назначить станицу Константиновскую».
Специальным распоряжением от 22 марта 1898 года определили, что «шестая казачья отдельная сотня сформирована 26-го февраля сего года».
Все шесть отдельных сотен определили, как первоочередные. Во время бурных событий первой русской революции для правительства назрела необходимость призвать из второй очереди ещё шесть Донских казачьих сотен. Распоряжением от 21 февраля 1906 года определили дату «вызова на службу»:
- седьмой отдельной сотни — 31 декабря 1905 г.
- восьмой отдельной сотни — 29 декабря 1905 г.
- девятой отдельной сотни — 29 декабря 1905 г.
- десятой отдельной сотни — 28 декабря 1905 г.
- одиннадцатой отдельной сотни — 28 декабря 1905 г.
- двенадцатой отдельной сотни — 28 декабря 1905 г.

Летом того же года было принято постановление «Об обмундировании 7-12-й казачьих сотен».
Не все было в порядке в это смутное время. Вчерашние подчиненные отказывались выполнять приказ. 3-я сотня из Юзовки была переведена в Верхнеднепровск, а 6-я сотня — в Московскую губернию. 13 мая 1905 года вышло распоряжение «О подчинении 3-й и 6-й отдельной сотни начальникам штаба Одесского и Московского военного округа».
Когда революционное движение пошло на убыль, исчезла необходимость во второочередных отдельных сотнях. Приказ о расформировании отдельных сотен 2-й очереди, подписанный императором Николаем II, вышел 10 июля 1907 года. Согласно приказу «и по донесению начальника штаба войска Донского мобилизованные для службы внутри империи казаки 2-й очереди расформированы:
- седьмая отдельная сотня — 25 августа 1907 г.
- восьмая отдельная сотня — 7 сентября 1907 г.
- девятая отдельная сотня — 18 августа 1907 г.
- десятая отдельная сотня — 21 августа 1907 г.
- одиннадцатая отдельная сотня — 4 сентября 1907 г.
- двенадцатая отдельная сотня — 17 августа 1907 г.»[10]

В этом же году расформировали 6-ю отдельную сотню.

## Сотни
| Порядковый номер сотни | Дата основания | Дата расформирования | Место дислокации                                                                      | Командиры сотен, есаулы |
| ---------------------- | -------------- | -------------------- | ------------------------------------------------------------------------------------- | --- |
| 1-я отдельная сотня    | 29.12.1892     | 1917 год             | город Новочеркасск                                                                    | Родионов В. М. (1892—1894), Павлов М. А. (1894-95), Ханженков А. К. (1896—1897), Данилов М. В. (1899—1902), Жидков И. Т. (1902—1904), Усачев К. Я. (1904-05), Толоконников И. М. (1905-06), Дубенцев Ф. Н. (1906-07)    |
| 2-я отдельная сотня    | 18.09.1892     | 1917 год             | город Ростов-на-Дону                                                                  | Иловайский Н. П. (1892-1895), Траилин В. Д. (1896—1899), Иловайский И. В. (1899—1901), Каменков Н. П. (1901-1904), Попов Е. И. (1904—1906), Попов С. И. (1906-1910)                                                     |
| 3-я отдельная сотня    | 23.09.1892     | 1917                 | посёлок Юзовка, в 1906-07 годах — город Верхнеднепровск, с 1910 года — город Таганрог | Алубаев А. И. (1892-93), Родионов В. М. (1893—1896), Емельянов М. С. (1896—1898), Полухин Л. В. (1898—1900), Болдырев С. И. (1900—1903), Денисов В. М. (1903—1906), Краснянский Т. П. (1907), Карасев С. Ф. (1908—1909) |
| 4-я отдельная сотня    | 01.03.1895     | 1917                 | слобода Макеевка                                                                      | Полковников А. И.(1895-98), Попов Д. Е. (1898—1900), Араканцев Я. П. (1900—1904), Кундрюков И. Д. (1904—1907), Кирсанов К. П. (1907—1910), Скандилов Д. Д. (1911—1913), Косоротов М. М. (1914—1917)                     |
| 5-я отдельная сотня    | 25.02.1897     | 1917                 | станция Сулин, Александровск-Грушевский                                               | Карнаев Н. В. (1897—1899), Поздеев Р. А. (1899—1901), Крюков. И. И. (1901—1903), Киселев Д. П. (1903—1905), Карасев М. А. (1905—1909)                                                                                   |
| 6-я отдельная сотня    | 26.02.1898     | 1917                 | город Богородск                                                                       | Поляков П. М. (1898—1900), Карнеев А. А. (1900—1903), Киселев Д. П. (1903—1907) |
| 7-я отдельная сотня    | 31.12.1905     | 25.08.1907           | рудник Екатериновского горнопромышленного общества (Буроз)                            | Землянов И. И. |
| 8-я отдельная сотня    | 29.12.1905     | 07.09.1907           | слобода Даниловка                                                                     | Араканцев М. А. |
| 9-я отдельная сотня    | 29.12.1905     | 18.08.1907           | город Ростов-на-Дону                                                                  | Груднев В. М. |
| 10-я отдельная сотня   | 28.12.1905     | 21.08.1907           | город Ростов-на-Дону                                                                  | Поляков А. Г. |
| 11-я отдельная сотня   | 28.12.1905     | 04.09.1907           | станица Усть-Медведицкая                                                              | Антонов И. В. |
| 12-я отдельная сотня   | 28.12.1905     | 17.08.1907           | город Ростов-на-Дону                                                                  | Желтухин Д. П. |

## Полковые звенья по мобилизационному плану и сборные пункты
1-е полковое звено составляли: 1-й Донской казачий генералиссимуса князя Суворова полк, 18-й Донской казачий полк и 35-й Донской казачий полк.
Формировалось оно из казаков станиц: Михайловской, Котовской, Добринской, Урюпинской, Петровской, Тепикинской, Луковской Хопёрского округа. Сборный пункт — станица Урюпинская.
- 25-ю Донскую отдельную сотню (170 казаков Тепикинской станицы)
- 26-ю Донскую отдельную сотню (174 казака Луковской станицы).

2-е полковое звено составляли:
2-й Донской казачий генерала Сысоева полк, 19-й Донской казачий полк и 36-й Донской казачий полк.
Формировалось оно из казаков станиц: Романовской, Кумшацкой, Цимлянской, Терновской, Филипповской, Баклановской, Чертковской, Нижне-Курмоярской, Иловайской, Кутейниковской, Ново-Алексеевской 1-го Донского округа. Сборный пункт — станица Константиновская.
- 12-ю Донскую отдельную сотню (88 казаков Кумшатской станицы и 87 — Романовской)
- 13-ю Донскую отдельную сотню (80 казаков Чертковской станицы и 90 — Цимлянской).

3-е полковое звено составляли:
3-й Донской казачий Ермака Тимофеева полк, 20-й Донской казачий полк и 37-й Донской казачий полк.
Формировалось оно из казаков станиц: Краснокутской, Усть-Хопёрской, Усть-Медведицкой, Ново-Александровской, Глазуновской, Скуришенской, Кепинской Усть-Медведицкого округа. Сборный пункт — слобода Михайловка.
- 22-ю Донскую отдельную сотню (90 казаков станицы Ново-Александровской, 80 — Глазуновской)
- 23-ю Донскую отдельную сотню (30 казаков Кепинской станицы, 40 — Ново-Александровской, 100 — Скуришенской).

4-е полковое звено составляли:
4-й Донской казачий графа Платова полк, 21-й Донской казачий полк и 38-й Донской казачий полк.
Формировалось оно из казаков станиц: Иловлинской, Сиротинской, Трехостравянской, Качалинской, Голубинской, Пятиизбянской, Верхне-Чирской 2-го Донского округа. Сборный пункт — станица Качалинская.
- 15-ю Донскую отдельную сотню (70 казаков Качалинской станицы, 40 — Трехостровянской, 60 — Иловлинской),
- 17-ю Донскую отдельную сотню (90 казаков Пятиизбянской станицы, 80 — Сиротинской)
- 18-ю Донскую отдельную сотню (170 казаков станицы Голубинской).

5-е полковое звено составляли:
5-й Донской казачий войскового атамана Власова полк, 22-й Донской казачий полк и 39-й Донской казачий полк.
Формировалось оно из казаков станиц: Есауловской, Потёмкинской, Верхне-Курмоярской, Нагавской, Атаманской, Потаповской, Власовской, Граббевской, Эркетинской, Чунусовской, Бурульской 2-го Донского округа. Сборный пункт — станица Нижне-Чирская.
- 14-ю Донскую отдельную сотню (173 казака ст. Есауловской).

6-е полковое звено составляли:
6-й Донской казачий генерала Краснощёкова полк, 23-й Донской казачий полк и 40-й Донской казачий полк. Формировалось оно из казаков станиц: Чернышевской, Верхне-Чирской, Кобылянской, Нижне-Чирской, Есауловской 2-го Донского округа. Сборный пункт — станица Нижне-Чирская.
- 16-ю Донскую отдельную сотню (170 казаков станицы Нижне-Чирской).

7-е полковое звено составляли:
7-й Донской казачий войскового атамана Денисова полк, 24-й Донской казачий полк и 41-й Донской казачий полк.
Формировалось оно из казаков станиц: Грушевской, Кривянской, Новочеркасской, Аксайской, Александровской, Ольгинской, Гниловской, Хомутовской, Кагальницкой, Мечётинской, Владимирской Черкасского и Ростовского округов. Сборный пункт — г. Новочеркасск.
8-е полковое звено составляли:
8-й Донской казачий генерала Иловайского 12-го полк, 25-й Донской казачий полк и 42-й Донской казачий полк. Формировалось оно из казаков станиц: Раздорской, Кочетовской, Нижне-Кундрюченской, Семикаракорской, Екатерининской, Усть-Быстрянской 1-го Донского округа. Сборный пункт — станица Екатерининская.
- 10-ю донскую отдельную сотню (170 казаков ст. Нижне-Кундрюченска).

9-е полковое звено составляли:
9-й Донской казачий генерал-адъютанта графа Орлова-Денсова полк, 26-й Донской казачий полк и 43-й Донской казачий полк. Формировалось оно из казаков станиц: Каргальской, Золотовской, Константиновской, Богоявленской, Николаевской, Мариинской, Камышевской, Ермаковской, Денисовской, Платовской, Батлаевской, Великокняжеской 1-го Донского и Сальского округов. Сборный пункт — станица Константиновская.
- 11-ю Донскую отдельную сотню (88 казаков Константиновской станицы и 87 — Богоявленской).

10-е полковое звено составляли:
10-й Донской казачий генерала Луковкина полк, 27-й Донской казачий полк и 44-й Донской казачий полк.
Формировалось оно из казаков станиц: Луганской, Митякинской, Гундоровской, Каменской, Калитвенской Донецкого округа. Сборный пункт — станица Каменская.
- 31-я Донская отдельная сотня станицы Каменской,
- 33-я Донская отдельная сотня станицы Гундоровской,
- 34-ю Донскую отдельную сотню Митякинской станицы.

11-е полковое звено составляли:
11-й Донской казачий генерала от кавалерии графа Денисова полк, 28-й Донской казачий и 45-й Донской казачий полк.
Формировалось оно из казаков станиц: Калитвенской, Усть-Белокалитвенской, Милютинской и Еланской Донецкого округа. Сборный пункт — ст. Каменская.
- 32-ю Донскую отдельную сотню (173 казака Калитвенской станицы)
- 35-ю Донскую отдельную сотню (168 казаков Усть-Белокалитвенской станицы).

12-е полковое звено составляли:
12-й Донской казачий генерал-фельдмаршала князя Потёмкина-Таврического полк, 29-й Донской казачий полк и 46-й Донской казачий полк. Формировалось оно из казаков станиц: Казанской, Мигулинской, Вёшенской Донецкого округа.
Сборный пункт — слобода Маньково.
- 7-ю Донскую отдельную сотню (168 казаков Казанской станицы),
- 8-ю Донскую отдельную сотню (168 казаков Вёшенской станицы),
- 9-ю Донскую отдельную сотню (100 казаков Вёшенской станицы, 73 — Мигулинской),
- 36-ю Донскую отдельную сотню (168 казаков Мигулинской станицы).

13-е полковое звено составляли:
13-й Донской казачий генерал-фельдмаршала князя Кутузова-Смоленского полк, 30-й Донской казачий полк и 47-й Донской казачий полк. Формировалось оно из казаков станиц: Преображенской, Филоновской, Анненской, Ярыженской, Дурновской, Павловской, Правоторской, Бурацкой Хопёрского округа. Сборный пункт — хутор Самсонов станицы Филоновской.
- 27-ю Донскую отдельную сотню (170 казаков станицы Филоновской),
- 28-ю Донскую отдельную сотню (170 казаков Анненской станицы).

14-е полковое звено составляли:
14-й Донской казачий войскового атамана Ефремова полк, 31-й Донской казачий полк и 48-й Донской казачий полк.
Формировалось оно из казаков станиц: Тишанской, Акишевской, Усть-Бузулукской, Арженовской, Зотовской, Федосеевской, Слащёвской, Букановской, Кумылженской, Алексеевской Хопёрского округа. Сборный пункт — станица Урюпинская.
- 29-ю донскую отдельную сотню (100 казаков Акишевской станицы и 75 — Алексеевской)
- 30-ю Донскую отдельную сотню (100 казаков Тишанской станицы и 70 — Алексеевской).

15-е полковое звено составляли:
15-й Донской казачий генерала Краснова 1-го полк, 32-й Донской казачий полк и 49-й Донской казачий полк.
Формировалось оно из казаков станиц: Арчадинской, Етеревской, Раздорской-на-Медведице, Сергиевской, Малодельской, Берёзовской, Островской Усть-Медведицкого округа. Сборный пункт — слобода Михайловка.
- 24-ю донскую отдельную сотню (170 казаков Арчадинской станицы).

16-е полковое звено составляли:
16-й Донской казачий генерала Грекова 8-го полк, 33-й Донской казачий полк и 50-й Донской казачий полк.
Формировалось оно из казаков станиц: Заплавской, Бессергеневской, Мелеховской, Старочеркасской, Манычской, Багаевской, Егорлыцкой, Елизаветинской, Новониколаевской Черкасского, Ростовского и Таганрогского округов. Сборный пункт — г. Новочеркасск (для 50-го Донского полка — г. Ростов-на-Дону).
17-е полковое звено составляли:
17-й Донской казачий генерала Бакланова полк, 34-й Донской казачий полк и 51-й Донской казачий полк.
Формировалось оно из казаков станиц: Распопинской, Клетской, Перекопской, Кременской, Ново-Григорьевской, Старо-Григорьевской Усть-Медведицкого округа.
Сборный пункт — хутор Фролов. В случае мобилизации казаки этих станиц:
- 19-ю Донскую отдельную сотню (173 казака Кременской станицы)
- 20-ю Донскую отдельную сотню (140 казаков Ново-Григорьевской станицы и 30 казаков — Старо-Григорьевской)
- 21-ю Донскую отдельную сотню (96 казаков Кременской станицы и 74 казака Старо-Григорьевской).

## Участие в Первой мировой войне
Отдельные казачьи сотни и местные команды формировались по территориальному принципу с привязкой не только к территориальным округам области Войска Донского, но и к входящим в состав этих округов станицам. К сожалению, информации по этим формированиям в Первую мировую войну немного, несмотря на их героический боевой путь на фронтах Великой Войны. Почти половина отдельных сотен приняла участие в Восточно-Прусской операции 1914 года, а потом и в Брусиловском прорыве 1916 года. 9 отдельных сотен (это например, 72-я особая Донская казачья сотня которая несла постоянную гарнизонную службу в Александрополе и 83-я особая Донская казачья сотня – в Тифлисе) и  Донская казачья пешая бригада сражались на Кавказском Фронте.